# Lumnan
Lumnan fou una ciutat estat de Síria esmentada vers el 2400 aC com a dependent o aliada d'Ebla. Una princesa d'Ebla es va casar amb el rei local i després d'aquest enllaç els es van ampliar els contactes, sobretot comercials, entre els dos estats.